# Артур Маттук
Артур Поль Маттук (13 липня 1930 — 8 жовтня 2021) — професор математики Массачусетського технологічного інституту.
Відомий своєю книгою 1998 року, Вступ до аналізу (ISBN 013-0-81-1327) і його відео лекціями з диференціальних рівнянь на MIT OpenCourseWare. З 1959 по 1977 Маттук був одружений з хіміком Джоан Берковіц. Маттук широко цитується в біографії Джона Неша в книзі Сильвії Назар Ігри розуму. 
У 2012 він став членом Американського математичного товариства.